# Colombia ai Giochi della XX Olimpiade
La Colombia partecipò ai Giochi della XX Olimpiade che si sono svolti a Monaco di Baviera dal 26 agosto all'11 settembre 1972, con una delegazione di 59 atleti impegnati in 8 discipline per un totale di 33 competizioni. Il portabandiera fu il pugile Alfonso Pérez, alla sua prima Olimpiade. Fu l'ottava partecipazione di questo paese ai Giochi estivi. Il bottino della squadra fu di una medaglia d'argento e due di bronzo: le prime medaglie olimpiche nella storia della rappresentativa colombiana.

## Medaglie
| Medaglia | Nome               | Sport    | Evento               |
| -------- | ------------------ | -------- | -------------------- |
| Argento  | Helmut Bellingrodt | Tiro     | Bersaglio mobile 50m |
| Bronzo   | Clemente Rojas     | Pugilato | Pesi piuma           |
| Bronzo   | Alfonso Pérez      | Pugilato | Pesi leggeri         |